# Membranipora virgata
Membranipora virgata är en mossdjursart som först beskrevs av Ferdinand Canu och Ray Smith Bassler 1929.  Membranipora virgata ingår i släktet Membranipora och familjen Membraniporidae. Inga underarter finns listade i Catalogue of Life.